# Gustaw Karol Sennewald
Gustaw Karol Sennewald (ur. 9 kwietnia 1832, Warszawa – zm. 11 marca 1896 tamże) – warszawski księgarz i wydawca, drugi z kolei właściciel firmy Sennewald, ewangelik.

## Życiorys
Gustaw Karol był synem Gustawa Adolfa, założyciela firmy Sennewald, i Wilhelminy Michaliny Florentyny z Herrmannów. Niewiele jest wiadomo o jego wykształceniu, w młodym wieku zaczął praktykę w ojcowskiej księgarni nakładowej, gdzie pozostał do śmierci.
Po stracie ojca w roku 1860 objął kierownictwo firmy i znacznie rozszerzył jej asortyment, nawiązując kontakty z zagranicznymi wydawcami i publikując wiele tłumaczeń w zakresie literatury dla dzieci. Razem opublikował 121 pozycji książkowych – literaturę piękną dla dzieci i dorosłych, książki religjne (także w języku niemieckim), podręczniki szkolne i uniwersyteckie, poradniki rolnicze i ogrodnicze, prace naukowe z dziedziny medycyny. Wydawane przez niego pozycje były bogato ilustrowane drzeworytami, Franciszek Maksymilian Sobieszczański pisał o nim (cyt. za Szulcem, zob. niżej): Sennewaldowie pierwsi w ozdobnych wydaniach drzeworyty wśród tekstu na powrót u nas wprowadzili.
Sennewald specjalizował się w luksusowych, opatrzonych wieloma grafikami wydaniach dzieł Kraszewskiego. Kontynuował ojcowską tradycję wydawania nut, z biegiem czasu firma Sennewald stała się jednym z największych wydawnictw muzycznych w Królestwie Polskim, wydając m.in. dzieła Moniuszki, Żeleńskiego, Donizettiego, Gounoda i Verdiego.
W roku 1873 Sennewald zawiązał wraz z warszawskimi wydawcami Gebethnerem, Wolffem, Orgelbrandem, Wendem i Glücksbergiem spółkę wydawniczą, która istniała do 1888. Na wystawie książek w Chicago w roku 1894 Sennewald otrzymał medal za swe wydawnictwa książkowe i muzyczne.
Udzielał się także społecznie, jako członek Zgromadzenia Kupców Warszawskich, sędzia Trybunału Handlowego. Ostro potępił artykuły prasowe o treści antysemickiej, które ukazały się w gazetach stołecznych z okazji pogromów w roku 1881.
Żonaty z Zofią Le Brun (1840 – 1885) miał z nią syna i córkę. Syn Władysław przejął po jego śmierci firmę, ale prowadził ją tylko do 1901.
Gustaw Karol Sennewald został pochowany obok rodziców na warszawskim cmentarzu ewangelickim (Al. F nr 54).